# 再軍備
再軍備（さいぐんび）とは、軍備を一旦廃止した国家が再び軍備を整える状態を意味する用語。
敗戦国や植民地であっても国家が独立、維持または再興された場合に再軍備を行なうことがほとんどである。かつては世界大戦の敗戦国である日本やドイツにおいて再軍備が進められていた。

## 日本
日本は太平洋戦争敗戦後、連合国軍最高司令官総司令部（GHQ）による占領下に置かれ、大日本帝国憲法の改正により日本国憲法が制定され、憲法上も軍備を放棄したとされている。しかし、朝鮮戦争によって当時の在日米軍部隊が朝鮮半島に出払い、日本における防衛兵力・治安維持兵力が存在しないことになったことから、GHQの指令により1950年に警察予備隊・海上警備隊が創設され、1952年の保安隊・警備隊への改組を経て、1954年にそれらが陸上自衛隊・海上自衛隊に改組されるとともに航空自衛隊が新設され、現在の陸海空自衛隊となっている。そのため、事実上日本は再軍備を行っている。

自衛隊はその組織や装備などの上では事実上の軍隊ではあるが、日本国憲法第9条に「前項の目的を達するため、陸海空軍その他の戦力は、これを保持しない。国の交戦権は、これを認めない。（第9条第2項）」との条文があるため、政府の見解では「日本を防衛するための『必要最小限度の実力』を行使することは認められており、自衛隊はそれを行使する組織」であるとして、自衛隊は第9条で保有が禁じられた戦力＝軍隊ではないとしている。また、「軍隊ではない」ことを示すため、階級名などの用語を国内では通常の軍隊と変えている。
日本国内では憲法改正によって憲法上の制約をなくし、名実共に再軍備すべきという主張と反対する主張が50年以上にわたって議論されているが、憲法改正までにはいたっていない。自由民主党は基本的に憲法改正による再軍備について肯定的であるが、かつての日本社会党（現・社会民主党）は1951年、党議によって再軍備反対を決議している。2023年現在も再軍備への賛否が憲法改正論議の大きなテーマの一つとなっている。
2001年に小泉内閣が成立すると、小泉純一郎は内閣総理大臣就任の記者会見で「自衛隊が軍隊でないというのは不自然だ」「自衛隊、軍隊に対して、憲法違反であるとか、そうではないということを議論させておくという方は、自衛隊に対して失礼じゃないか」と述べ、改憲による正式な再軍備のための議論に弾みを付けた。自由民主党や、民主党内の旧民社党系議員らが発表した改憲案ではいずれも軍隊の保有が明記されている。
2003年、有事法制である武力攻撃事態対処関連三法が成立。
2006年、自衛隊を管轄する防衛庁を防衛省に格上げする法案が自民、公明の与党と、民主・国民新党・新党日本などによって推進され、参議院においては賛成210、反対15で12月15日成立し、翌年1月9日施行された。単なる名称変更ではなく、冷戦後PKOなどの戦争以外の軍事作戦(MOOTW)により平和を維持し、創造するための活動が広く行なわれるようになったという時代背景から「重要影響事態」への派遣や国際平和協力活動などを自衛隊の「雑務」から「従たる任務」に格上げした。

## ドイツ
ドイツは第一次と第二次の両世界大戦において二度とも敗北したため、再軍備も二度にわたって行われている。

### 第一次世界大戦後
ドイツは第一次世界大戦の敗戦に伴い、ヴェルサイユ条約にて大幅な軍備制限を強いられたが、ヴァイマル共和政時代から各種の抜け道を利用し兵器の開発と近代戦術の研究、将来の再軍備に備えて兵卒や下士官に将校級の教育を行うなどしていた。特に1922年にソビエト連邦との間に締結されたラパッロ条約により、研究開発の成果の一部を赤軍に提供することと引き換えに航空機や戦車、化学兵器の開発とその運用に関する研究を本格的に行うことができた。このような下地があればこそ、1935年のアドルフ・ヒトラー政権によるドイツ再軍備宣言後にドイツ国防軍は短期間で質と量の水準を周辺諸国に追いつかせることができたのである。

### 第二次世界大戦後
第二次世界大戦において再び敗北したドイツは国防軍を解体され、アメリカ、イギリス、フランス、ソ連の四ヶ国に分割占領されたが、大戦終結後にソ連とアメリカの関係は急速に冷却化し、西側三ヶ国占領地域における通貨改革にソ連が反発し1948年にはベルリン封鎖が行われるなど東西の緊張が高まった（東西冷戦）。
冷戦の始まりと共にドイツは東西に分割され、1949年9月には西側三ヶ国占領地域がドイツ連邦共和国（西ドイツ）として、同年10月にはソ連占領地域がドイツ民主共和国（東ドイツ）として独立した。当初は東西ドイツ共に国軍は設置されず兵営人民警察、国境警備隊や沿岸警備隊といった準軍事組織のみが存在していたが、同じように非武装化を目指した日本を間接的に巻き込んだ朝鮮戦争以降、アメリカとソ連は東西ドイツの再軍備を真剣に検討し始めた。ナチス・ドイツによる侵略の記憶が生々しい欧州諸国、特に普仏戦争と第一次大戦という近代以降の過去二度にわたって対ドイツ戦の主戦場になったフランスは西ドイツ再軍備に強硬に反対し、西ドイツ軍の指揮権を西ドイツ政府から奪い欧州防衛共同体に移譲させる構想を提案した。しかしアメリカとイギリスがこの構想に消極的であったことと、ほかならぬフランス自身の国家主権に対する侵害を恐れたド・ゴール主義者（ゴーリスト）による反対のために提案は否決され、フランスは西ドイツ単独の再軍備を容認した。
1955年には西ドイツがドイツ連邦軍（Bundeswehr）を編制するとともにNATOに加盟した一方で、東ドイツも同年にワルシャワ条約機構に加盟すると共に翌1956年に国家人民軍（Nationale Volksarmee）を編制し、両ドイツ地域において再軍備が行われた。東西ドイツは冷戦の最前線ということもあって、西ドイツにはアメリカ軍（アメリカ欧州軍）・イギリス軍（イギリス陸軍ライン軍団、ドイツ駐留イギリス空軍）・カナダ軍（在欧カナダ軍）が、東ドイツにはソビエト連邦軍（ドイツ駐留ソ連軍）が駐屯していたほか、ニュークリア・シェアリングと称して核兵器も多数配備されていた。
1989年11月9日のベルリンの壁崩壊以降、東西ドイツの統一を望む機運が高まり、1990年9月12日にモスクワで締結されたドイツ最終規定条約に伴って、米英仏ソは東西ドイツにおける全ての権利を放棄した。同年10月3日にドイツ民主共和国がドイツ連邦共和国の連邦構成国家として加盟する（すなわち東ドイツが西ドイツに編入される）形で、ドイツは再び統一された。これにより国家人民軍もドイツ連邦軍へ編入され、さらに外国軍も、91年末のソビエト連邦の崩壊を経て94年末までの旧ソ連軍撤退にともない旧東ドイツ領内への外国軍隊駐屯と核兵器配備は禁止され、統一ドイツ軍も総兵力を37万人までに削減することとなった。

## アフガニスタン
アフガニスタンは1992年のムハンマド・ナジーブッラー辞任に伴ってアフガニスタン人民民主党一党独裁の共産主義政権が崩壊した後、ソ連から武器供与と訓練を受けていた旧アフガニスタン政府軍の将兵と装備はムジャーヒディーン各派閥が吸収し、アフガニスタン内戦で使用されていた。
アメリカのアフガニスタン侵攻によって北部同盟がターリバーンからカーブルを奪還した後、カルザイ政権の国内治安維持能力を強化する視点から、新生アフガニスタン政府軍の編成と訓練が進められている。

新生アフガニスタン政府軍は陸軍と空軍で編成（内陸国のため海軍はない）され、主に旧ソ連製装備を使用しているがアメリカやヨーロッパから供与された装備もある。

## イラク
イラク軍は1991年の湾岸戦争で戦力を大幅に低下させ、2003年のイラク戦争敗北とサダム・フセイン政権崩壊と共にイラク軍は解体された。
しかし、イラク国内の治安が急速に悪化したため、アメリカと有志連合は治安維持活動を行うためにイラク軍の再建を行っている。

## ハイチ
ハイチは1994年の軍事政権退陣後に正規軍を廃止したが反政府武装勢力の台頭で国内が混乱したため2011年以降に国防軍として再編を行っている。

## その他の国々
セントクリストファー・ネイビスでは1980年に現役部隊が廃止されるが、1997年に復活している。